# イースター社
イースター社（イースターしゃ）は、PEACH-PITの漫画作品『しゅごキャラ!』およびそれを原作としたアニメ作品『しゅごキャラ!』『しゅごキャラ!!どきっ』に登場する架空の企業。

## 概要
この物語に登場する会社で、ガーディアンと対立する悪役のアジト的存在。イクトと歌唄の母方の一族である星名家によって創立された。音楽、食品、重工など様々な企業展開をしている大財閥だが、裏ではエンブリオを手に入れようと画策し日々捜索に励んでいる。実績を挙げたものが出世できるシステムを採用しており、エンブリオを発見した者の出世は確実とされている。
エンブリオの捜索班は主に三条ゆかり、歌唄の芸能部と二階堂の開発研究室に分かれていた。後に一臣が統合し、イクトや九十九らと共に音声と×たまの関係について合同で研究を進めている。

## 人物
以前イースター社に所属していた者も、全てこの項目に記載するものとする。
月詠 幾斗（つきよみ いくと）
声 - 中村悠一、沢城みゆき（幼少時代）
身長179cm、体重59kg。12月1日生まれのいて座。血液型はAB型。
好きな科目は物理。嫌いな科目は古文。クラス2年C組。好きな色青。好きな食べ物はチョコレート。趣味は夜のさんぽ。苦手なものは犬。好きな言葉は「てきとー」。得意技はアルプスいちまんじゃく。
エンブリオを探し求める美青年。高校生で、あむより5歳年上。しゅごキャラはヨルと、バイオリンから生まれた真っ黒なたまご。作中での表記はイクト。
黒髪の猫っ毛で、あむ曰く睫毛が長い。大抵は制服を着ているが、学校ではサボりの常習犯である。バイオリンが弾くことができ、実父・或斗が愛用したバイオリンをよく持ち歩いている。本性が掴めない性格だが、不器用で口下手な一面もあり周囲に誤解されることもしばしば。耳が敏感で低血圧。
キャラなり、キャラチェンジすると猫耳と尻尾が生える。キャラチェンジ時はほぼどこでも難無く行動し、まさに猫のような身体能力を見せる。また巨大な実体の無い猫の手を操り相手を撹乱する技「ネコだまし」を使用することも可能である。当初からキャラなりし、「ブラックリンクス」となることができた。
幼い頃、或斗が失踪、母・奏子も倒れるなど不幸続きの境遇に対する周囲の哀れみの視線や、自分達一家を縛り付ける星名家（特にイースター社）に対する憤り、プレッシャーに苛まれ続けた経験から「自由になりたい」という強い気持ちが心の奥底に芽生える。その後司と共に行ったヨーロッパで、抱え込んでいた悲しみや苦しみを彼に吐露したことがきっかけでヨルが生まれた。
あむが持つ「ハンプティ・ロック」と対になる「ダンプティ・キー」を持っている。過去に彼が辺里家に出向き「借りた」ものであるが、イクトがその後返そうとした際、唯世の母・瑞恵がそれを彼に叩き返したため、その事を知らされなかった唯世はイクトが盗んだと思っていた。イースター社と契約を結び、エンブリオを探していることから実質的にはあむの敵に当たる存在であり、出会った当初はあむのしゅごたまや「ハンプティ・ロック」を狙っていたが、現在は時たま協力するようになった。
或斗が約束（月詠家と星名家参照）を破り失踪したことへの償いとしてイースター社に縛り付けられている。音楽の道（バイオリニスト）へ進む夢を捨て切れない自分を「ガキ」と評しており、また義父・一臣に囲われている現状や、それに逆らえない自身に失望した発言もしばしば見受けられる。本人も虐待を受けていたことから一臣も嫌っており（ただ、本人曰く「血が繋がってないだけ義父の方がまだマシ」とのこと）、また一臣に逆らえない奏子には裏切られたと感じている。一臣を「専務さん」と他人行儀に呼び、家にはあまり帰らずよく姿を消す。
幼い頃は唯世の心優しき兄と言った感じだったが、現在は彼を「お子様キング」と呼んでからかっている。司のことは少し胡散臭く思っていて、また猫好きの彼に構われるのは鬱陶しがっている模様。しかし幼少の頃の初対面時に置いて、司には周囲の大人とはどこか「違う」ということも感じ取っており、彼には一目置いているためか唯一イクトが振り回される存在でもある。
今まで特に意識する女性はいなかったが、現在は歌唄曰く「あむほどイクトが気に掛けた女の子はいない」。これまでからかいとも本音とも取れる言動が多くその本心が見えなかったため一度目は告白しても信用されなかった。一方で歌唄に好意を寄せられてはいるが彼女は実妹であるため、イクト自身は歌唄を恋愛対象として捉えられない様子。
一臣にバイオリンを取り上げられ、「ブラックダイヤモンズ」のバイオリニストとして×たま狩りに協力するよう強制されていた。ブラックダイヤモンズ計画失敗の後は、一臣に取り上げられたバイオリンを盗みイースター社を飛び出し、ヨルによりあむの家に連れて来られた。その後3日間あむの家族に内緒で彼女の部屋に居候していたが、みどり（あむの母）に発見される。
イースター社の捜索の手が日奈森家の近所にまで及んでいたため、あむ達を巻き込み危険な目に遭わせることを恐れ、わざと唯世を傷付ける発言をしてあむを怒らせ自らを突き放させた。その後は一臣の部下によってイースター社に連れ戻され、バイオリンから生まれた真っ黒なたまごとキャラなり「デスレーベル」となりエンブリオを誘い出すための不本意な×たま集めを再び強要されていた。
「デスレーベル」は命を削るキャラなりのためあむ達による救出が急がれ、電波塔の最上階に捕らえられた彼を救出すべくあむと唯世が到着するが、暗示により2人との戦闘状態に入ってしまう。その際見兼ねたあむにより「ハンプティ・ロック」が開錠、イクトの過去を見て「イクトの本当の願い」に気付いた彼女に抱きしめられ、暗示から解放される。そして新たにキャラなりし「セブンシーズトレジャー」となり、その後唯世と和解した。
イースター社との戦いを終えた後、奏子が一臣との婚姻届を届け出ず隠し持っていたことと、彼女が或斗と離婚していなかったことを知らされる。両親が未だに固い絆で結ばれていた事実を知ったイクトは、過去に或斗が世話になった楽団の見習いとして世界中を旅をしながら父親を探すことを決意し、あむに別れを告げた。出立の日、空港にてあむに公衆の面前で二度目の告白をし、限りなく唇に近い頬にキスをして「必ずオレに惚れさせてやるから」と宣言し旅立った。ゆかりと二階堂の結婚式には司さんが占いで呼び寄せ出席していた。好きなキャラクターランキングでは、あむをおさえて1位になった。
ヨル
声 - 沢城みゆき
イクトのしゅごキャラ。猫耳で尻尾もあり、肉球手袋と猫足ブーツを着用している。自由を愛するノラ猫キャラ。十字架のペンダントに棘ブレス、拘束ベルト付きのズボンといったパンク・ファッション風の服を着用。犬が苦手で、話す際は語尾に「にゃ」「にゃあ」が付く。ノラ猫コースをよく「散歩」する。アニメ版では頻繁にノラ猫軍団を従えている描写がされている。ノラ猫軍団は定期的に特訓されている様子で、攻撃や探索、悪戯など様々な用途で使われ、ヨルの手足のような存在である。任務を成功させた猫にはまたたびが報酬として与えられる。また、自身も「またたびを報酬にする」という理由で度々、あむを助けている。
幼少期、イクトが父・月詠或斗のバイオリンを司から預かった日に、たまごとして生まれる。後イクトが司により連れて行かれた先のヨーロッパで、イースター社の社員に見つかり日本に連れ戻される直前、孵化した。
原作と比較するとアニメ版におけるトラブルメーカー的な行動が多く、イクトにお仕置きされることもしばしば。またイースター社を抜ける以前の二階堂のことを嫌っていた様子。普段一緒に行動することは少ないがイクトにはかなり懐いているようで、かまって貰えずに落胆することもある。危なっかしいイクトの身を案じており、怪我をした時は必死で介抱したり逃亡中に具合が悪くなったりした時はあむの家へ連れて行くなど世話を焼くことも多い。
イクトがイースター社に連れ去られた後はあむの下に身を寄せており、ガーディアン会議にも一応参加している。その間は持主であるイクトの気配ですら近くに行かないと分からなかった。
作中初めての歌唄のライブにて、イクトとのキャラなり「ブラックリンクス」が初出となる（これがあむを除くキャラクター中での最も早いキャラなりとなった）。またイクトがバイオリンの暗示から開放された際、もう一つのたまごと共にキャラなり「セブンシーズトレジャー」となる。
日本を発ったイクトが、父を探しながらも自由にバイオリンを演奏する姿を見て、彼が既に自身が望んでいた「自由なノラネコ」になったことに気付く。そして「ずっと一緒だ」と言い残し、涙を流しながらイクトの中へ還っていった。
ブラックリンクス
ヨルとのキャラなり。黒を基調とした衣装で、髪と同じ毛色のネコ耳と尻尾が生える。銀色の大きな十字架のあしらわれた胸までの短いタンクトップを着込み、両腕にぴったりとしたアームカバー、そして両膝には長い拘束ベルトが付く。鉤爪状の刃が3本、アームカバーの両手の甲の部分にあり（片方だけの場合も）、襟の真ん中に大きなひび割れた銀色の十字架が付く。
デスレーベル
バイオリンから生まれた真っ黒なたまごとのキャラなり。死神風の衣装で、バイオリンをモチーフにした大鎌を武器とする。ネコ耳が生え、ネクタイとワイシャツの上に黒い羽根のファーと鎖の付いたロングコートを羽織り、その袖には髑髏マークの腕章が付く。白手袋を嵌め、ベルト付きのロングブーツを履く。
キャラなり中の記憶はキャラなりを解くと消去される様子。なお、このキャラなりは本人の命を擦り減らすために、回数を重ねると死に至る。
セブンシーズトレジャー
ヨルともう一つのイクトのたまごの2体合体によるキャラなり。海賊風の衣装で、海賊帽には髑髏マークがあしらわれている。ネコ耳が生え、黒手袋を嵌め、金色の柄の部分に豪華な細工の施された剣を持ち、右目に眼帯を着用。胸元にはダンプティー・キーが付く。
ほしな 歌唄（ほしな うたう）
声 - 水樹奈々
身長160cm、体重48kg。11月9日生まれのさそり座。血液型はA型。
好きな教科は音楽。嫌いな教科は数学。クラス1年F組。好きな色はホットピンク。好きな食べ物はラーメン。趣味はプロレス観戦。苦手なことは家事。好きな言葉は「完封勝利」。得意技はチョークスリーパー。
本名は月詠 歌唄（つきよみ うたう）であり、イクトの実妹。14歳という若さでアイドルデビューし、人気を博す美少女。しゅごキャラはイルとエル。長いブロンドをツインテールにし、ゴシック・ロリータ系統の服を着ていることが多い。テレビ番組出演時を含め、どこか冷めた言動が目立ち、滅多に笑顔を見せない。アイドルとして早くから社会に出ているため、大人びた思考も時折覗かせる。イクトがあむに並々ならぬ興味を示しているため、当初から彼女に強い対抗心を持っている。反面、卑怯なやり方を嫌う、負けず嫌い、素直に物を言えない等、共通する点も多い。また空海ともどこか共通する所があり、なぜか気が合う様子。意外と大食いでアイドルだろうが食べたいものは食べる主義で変装等をせず、堂々とラーメン屋へ入ったりする。
「ほしな」は芸名であり、イースター社と契約を結び芸能活動を利用してエンブリオを探していた。イースター社にはイクト同様に或斗が約束を守らなかったことへの償いとして、イクトを人質とする形で本人の意志と関係なく協力させられていた。一臣の言いなりになっている奏子を「弱い人」と失望している。
イクトに近づく女は全部追い払ってきたと自負する、実はかなりのブラコンにしてツンデレのため、イクトの存在は単なる家族以上のものであり、兄妹でありながら恋愛対象として捉えている。イクトに全力で甘える姿は普段のクールな性格からは想像できないほどで、イクトのためならどんなに汚いことでもやり抜く。なお幼い頃（或斗失踪後）は、イクトと共に一時期辺里家に預けられていたが、その頃から既にブラコンは健在だった様子。イルとキャラチェンジすると背中に悪魔の羽根が生える。デビュー曲「迷宮バタフライ」はイルとのキャラチェンジによりサビの最後の歌詞でこころのたまごを抜き取る力を持つ。
第18話であむのしゅごキャラであった×ダイヤとキャラなりし、「ダークジュエル」となった。×ダイヤが来るまではイルとのキャラチェンジやキャラなり「ルナティックチャーム」をよく使用していたが、強力な力を持つ×ダイヤとイルを比べていた節もあり、×ダイヤが来てからはイルとはあまりキャラチェンジ、キャラなりをしなくなった。もう1つのしゅごキャラであるエルを邪険に扱うことが多く、それも一つの要因となり、エルは×ダイヤと入れ替わる形であむの元に居候していた。
三条ゆかりの発案で「ブラックダイヤモンズ」のヴォーカルを務めることになり、大勢の観客からこころのたまごを奪うことになる。そうした行いに疑問を感じるようになり、また「イクトのため」と固執するあまり歌う意味を見失いかけていたが、後にあみと幼い頃の自分と重ね合わせることで、「イクトのためではない自分だけの歌」を見つけ、誰かに歌で喜んでほしいという歌が純粋に好きだった気持ちを思い出した。そしてダイヤがあむの元へと戻り、エルとキャラなりして「セラフィックチャーム」となった。
ブラックダイヤモンズ計画失敗の後にイースター社を抜け、ゆかりと新しい事務所を立ち上げることに。現在はイースター社の妨害がひどく、地方のショップやデパートでの巡業という細々とした芸能活動しかできない状態だが、歌唄は「歌える場所が自分のステージだ」と希望を捨てていない。アニメ版ではこの過程がより具体的に描写されている。引越の最後まであむに「イクトはあげない」と発言していたが、あむとの間には、お互い意地を張っているものの深い友情が生まれた様子で、現在ははっきりと「友達」であると認めている。イクトがあむの家に居候していた際は、彼を探しにやって来て、自分とイクトの過去をあむに打ち明けた。また「アンタにイクトを救う権利を分けてあげてもいい」と以前より緩和した態度を採るようになった。
イクト奪還作戦には途中参入し、ややと協力して足止め役を務め×たまの力を込められた犬を浄化、イクトの救出をあむに託した。
イクトが旅立った後、映画監督タラランティーノにより、ミュージカル映画のヒロインに抜擢される。稽古や練習に励み、イルやエルに心配されるほどだが、充実した日々を送っている。ゆかりと二階堂のケンカの際にもガーディアンの作戦に協力し、ゆかりの幸せを願って歌を送った。
また、漫画のエピローグには空海と恋人同士になり、キスをするシーンがある。
イル
声 - 今野宏美
歌唄のしゅごキャラ。悪魔のような姿をしている。いじわるが得意でお説教が苦手。性格は多少乱暴。パニックや散らかった場所が好き。キャラチェンジ時の主な能力は、歌声と共にココロのたまごを抜き取ること。エルに「キャラなりしてもらえないしゅごキャラは必要ない」と言うなどよくいじわるしていたため、後にエルが家出する理由の一つとなる。しかし本音ではエルのことはかなり気に入っていた。エルと入れ代わるように×ダイヤが歌唄のところに来てからは自分がキャラなりしてもらえなくなり、それがかつてのエルと同じ境遇であることを×ダイヤに見透かされる。
歌唄とのキャラなり「ルナティックチャーム」を見せた。またブラックダイヤモンズ計画阻止作戦の折、（半ば強制的に）あむともキャラなりし「アミュレットデビル」となった。あむのキャラなりと歌唄のキャラなりでは大分姿が違っていて、あむの方がイルの姿に近い。
エル
声 - 氷青
歌唄のしゅごキャラ。天使のような姿をしている。お説教が得意でいじわるが苦手。ややおせっかいな性格で人の話を聞かない面もあるため、ランたちに「フリーダム」と評されている。アニメ版では幼稚園でウサギの檻の鍵を破って逃がしたり、恋愛の話になるとそれを嗅ぎ付けてきたこともある。「ウェイト」「シャラップ」などの英単語を咄嗟に口にしたり、自作の奇妙な歌を口ずさんだりすることもある。またセオリーにこだわるところがあり、キャラなりしたあむに決め台詞を言わせていた（アニメ版では別の台詞に変更されている）が、これは彼女にとって「ヒロインの様式美」らしい。
歌唄がイースター社に利用されていることに心を痛め、彼女に改心するよう何度も説得を試みるが、聞き入れてもらえないばかりかキャラなりもしてもらえなかった。そのため歌唄の下を飛び出し、あむの元に居候していた。あむを歌唄の宿敵と認識しているものの、一緒に歌唄を止めて欲しいという願いから行動を共にする。
×ダイヤと「ハンプティ・ロック」を巡ってあむと歌唄が対決した際、あむと一時的にキャラなりし「アミュレットエンジェル」となる。このキャラなりはアニメ版ではギャグ要素としての登場が多く、強制的にさせたこともある。またブラックダイヤモンズ計画阻止作戦の最後に、歌唄とキャラなりし「セラフィックチャーム」となる。なおイルと同じく歌唄よりあむとのキャラなりの方がエルの姿に近い。
歌唄の元に戻った後は、歌唄の素直になれない気持ちを代弁していた。
ルナティックチャーム
イルとのキャラなり。赤系のボンデージを着ており、胸から太ももにかけて先端に十字架の付いたチェーンが4本付く。背中には悪魔の羽が付き、髪を結った所にもそれぞれ小さな悪魔の羽が付く。

セラフィックチャーム
エルとのキャラなり。バレエのチュチュに似たワンピースを着ている。背中には天使の羽が付き、髪を結った所にもそれぞれ小さな天使の羽が付く。履いている靴はトゥシューズに似ていて、バレリーナのようである。浄化技はエンジェルクレイドルで、×キャラを眠らせたまごに戻した上で使用し、一度に大量の×を取ることができる。エルによると「歌唄の歌の力」らしい。
ダークジュエル
×ダイヤとのキャラなり。ヘソ出しルックで、袖無しの黒いコートを纏う。ベルト付きのホットパンツ、網のサイハイソックス、そして踵の高いブーツを履いている。頭には左右2つずつダイヤの飾りが付いたカチューシャを嵌める。

星名 一臣（ほしな かずおみ）
声 - 小形満
イクトと歌唄の義父。旧姓は一之宮。またイースター社の専務で、二階堂とゆかりの元上司である初老の男性。2人はまずこの専務に報告するようにしていた。エンブリオを見つけるためなら手段を選ばず、義理の子供であっても当然のように酷使する冷酷な性格の持ち主。なかなかエンブリオが見つからないことを腹立たしく思っている様子で、御前に見放されることを恐れている。大学までラグビー部に所属していた。
イクトからは「専務さん」と呼ばれている。ブラックダイヤモンズ計画失敗の後は自ら動き、イクトに×たまのエネルギーを注入したバイオリンを演奏させ、×たまを集めてエンブリオをおびき寄せる作戦を打ち出した。イクトから取り上げ細工したバイオリンと装置の音叉との共鳴で彼を操り、大量のこころのたまごを抜き取らせていた。
ひかるの祖父にあたり、或斗を「アリとキリギリスの"キリギリス"だ」と言い、会長の後任に自らの息子を推したが、突然の事故で息子夫婦と妻を失い、以後ひかるをイースター社の会長にし、イースター社を守ることが使命だと考え、徹底した教育をしてきた。
あむによってひかるがこころのたまごを取り戻した後は、彼を「普通の子供」として生活させようと思い、自身もイースター社の専務職を引退した。またイクトと奏子にこれまでの仕打ちを謝罪し、離婚届を手渡そうとした。しかしその際、奏子から彼女が自分との婚姻届を届け出ず、隠し持っていた事を明かされ驚愕する。
ひかるを思うあまり全てを犠牲にした結果、多くの人間の人生と人間関係を直接間接問わず狂わせた本作の元凶ともいえる人物である。
二階堂 悠（にかいどう ゆう）
声 - 間島淳司、沢城みゆき（少年時代）
9月18日生まれのおとめ座。血液型はA型。
元イースター社員。ゆかりの年上であるが後輩である。あむの5年生時には臨時担任で、6年生になってからは正式に担任となった。
聖夜学園では、スーツは皺だらけで全体的にだらしない格好、橙色の髪を寝癖もそのままに無造作に束ね、眼鏡を掛けた、うだつの上らない教師を装っていた。一方イースター社勤務時は、髪形を整えて眼鏡を外し、奇麗なスーツを着用する。なおアニメ版では、聖夜学園にいる時とイースター社にいる時では、声色も異なる。あむをずっと「ヒマ森さん」と呼んでいる。1つの事に集中すると寝食すらも疎かにするので、よくスゥに心配されている。
子供の頃はロボットエンジニアを目指していたが、恩師の退職、両親の猛反対などに遭い、進むべき方向を見失う。その迷いから生まれる前のしゅごたまを事故で壊し、夢を捨てて屈折した人間として育った。そのためしゅごキャラを見ることができる。
イースター社に入社後にエンブリオ探しを三条ゆかりと競うようになり、エンブリオを探す目的で聖夜学園に潜り込んだ。子供達のこころのたまごを壊すことを楽しむ節があるが、時たま罪悪感に苛まれることもあった。アニメ版ではイクトの上役としても動いていた。
正体が発覚した後は学園から姿をくらまし、大量の×たまのエネルギーからエンブリオを人工生成する機械の研究を進めるが、あむ達によって未然に防がれる。この実験に使うこころのたまごを得ようとしてスゥを連れ去るものの、スゥ自身は心から二階堂を心配しており、彼の更生に尽力した。事件後は特にスゥと仲良くなり、あむにスゥをもらっても良いかと承諾を得ようとするも断られた。
あむ達を相手に決定的な敗北を喫したためにイースター社を解雇されたが、恩師の復帰を知ったことから元々持っていた教員免許を活かし正式にあむ達のクラス担任として復帰した。しかし、あむとラン、ミキなどは未だに苦手意識がある模様。反面、スゥは彼のことを気に入っている。
元恋人であるゆかりの弟・海里の正体を知っていたが、大人びて妙に冷めている彼がガーディアン（特にあむ）と関わってどう変わっていくのかに興味を持ち黙って見ていた。
学園に復帰後は自分が夢を持つきっかけになった工作クラブの顧問を務めるなど良き先生ぶりを発揮している。なお作っていたダメキャラの方が素になり、なぜか子供たちの母親に人気が出ている。また「ブラックダイヤモンズ」のシークレットライブ開催を教えたり、イクトがイースター社に連れ去られた際は奪還に手を貸し、アニメ版では×たまを見つけたあむがトイレなどの名目で授業を抜け出すのを認めるなど、ガーディアンに協力するようになった。
後にゆかりと婚約する。挙式寸前にケンカし再び破局の危機に陥ったが、ガーディアンと歌唄の作戦やイルとエルに後押しされ、意を決して告白しなおし、無事に仲直りする。
三条 ゆかり（さんじょう ゆかり）
声 - 夏樹リオ
8月7日生まれのしし座。血液型はB型。
元イースター社の最年少社員。歌唄のマネージャーで、海里の姉。年齢は本人曰く20代。
高校卒業後に大学に行かない代わりにすぐにイースター社に入った。
海里と同じく真ん中分けで眼鏡を掛けている。髪色は海里と異なり、鮮やかな赤色である。仕事はきっちりしているが家では相当だらしない一面があり、基本的に海里が家事全般を手助けしている。イクトを盾に歌唄を追い詰めたり、落ち込む海里を「役立たずな弟」などと表したりとなかなか強かな性格だが、実は精神的に弱い部分がある。歌唄と長く行動を共にしていたせいか、いつの間にかしゅごキャラを見ることができるようになった。
歌唄の能力を利用しエンブリオを探していた。新プロジェクト「ブラックダイヤモンズ」を立ち上げ、エンブリオ探しと×たま大量生産を同時に狙った。聴いた人のココロのたまごを無理矢理取り出すCDを無料配布し、知名度が上がった段階でメンバーを公表すると共に曲を全世界に配信する計画を立てていたが、海里の離反が引き金となりガーディアンによって阻止される。
歌唄へのそれまでの仕打ちにもかかわらず×たまの攻撃から守ってもらったことに感激し、改心した。計画失敗のためにイースター社に戻れなくなったため、歌唄と新しい事務所を立ち上げることを決心した。
二階堂と以前交際していたが、別れた現在では人生の汚点と感じている。しかし、後に二階堂に引越の手伝いをさせており（本人曰く「使えるものは元でも現でも使ってやる」）、エルは元サヤのフラグかと睨んでいた。アニメ版ではイースター社退社後、二階堂を意識する素振りを見せたり、彼が料理の腕を誉めた相手がスゥとは知らず誰の事なのかと疑問と嫉妬心を抱いたりするなど、よりフラグが鮮明になっていた。
後に二階堂と遂に婚約し挙式の寸前だったが、歌唄のために式を延期しようとしてケンカし、破局の危機に陥った。しかしガーディアンらの作戦や、歌唄の説得、二階堂からの熱い告白を経て、事なきを得る。
三条 海里（さんじょう かいり）
声 - 斎賀みつき
6月12日生まれのふたご座。血液型はA型。
空海の代わりにJチェアに就いた。ゆかりの弟であり、聖夜小ガーディアンの秘密を探るために転校してきた。

九十九（つくも）
声 - 河田吉正
アニメオリジナルキャラクター。ゆかりの年上の部下で、二階堂の研究データを引き継いだ男。ブラックダイヤモンズ計画の要・おねだりCDを開発した。言動も性格も軽くややおっちょこちょい。ゆかりのことを強く慕っており、将来は結婚したいと思っているらしく海里に「お義兄さん」と呼ぶように頼んでいた。そのためゆかりの元恋人・二階堂に敵対心を抱き、また彼のことを快く思っていない。
ゆかりがイースター社を抜けた後は彼女の研究成果も引き継ぎ、部下の千々丸（声 - 坂口候一）と万田（声 - 根本圭子）（2人もゆかりの年上であるが後輩である）との3人で研究チームを組んでエンブリオの捜索を進めている。しかしエンブリオ捜索装置として発明した「エンブリオン」も「エンブリオン マークII」も失敗続きで（もはやギャグシーン担当の3人組と化している）、イクトからは完全に蔑視されており、また一臣からの信用も失いつつある。3人ともしゅごキャラが見える。
ルル・ド・モルセール
声 - 神田朱未
アニメオリジナルキャラクター。本名はルル・ド・モルセール・山本。しゅごキャラはナナ。二階堂や歌唄の後釜としてエンブリオ捕獲作戦のためにイースター社のフランス支部からあむの隣町にやって来たハーフの少女。誕生日は不明だが、しし座である模様。
肩まで伸びたブロンドヘアーの裾が外側にカールしており、蕾の髪飾りを付けている。高飛車で自信家な性格。時折素と思われる名古屋弁が出てくるが、本人はこれを嫌っている。
まだ定まりきれない夢を持つ子供のこころのたまごを強制的に固定し抜き出し、ナゾたまを生み出す特別なジュエリーを作る能力を持ち（なおこの能力を発動させる際、キャラチェンジにより髪飾りの蕾が花となる）、その能力をイースターに買われ派遣された。
かつて大女優であった母・ノリコを自慢に思っているが、現在はバラエティー番組に出演するような地位に落ち着いているのが不満で、また以前の様な輝きを取り戻して欲しいと強く願っている。ルルの「願い」はこのことに起因しているようだが、ナナは「ルルは自分の夢が一番分かっていない」と言っている。
一臣の指揮の下、イクトや九十九らと協力してエンブリオを追っていたが、イクトの非協力的な態度のためか彼との仲はあまり良くなかった。しかし後にバイオリンを持って逃亡し弱ったイクトを見つけ、彼がただの「飼い猫」ではないと知ったため彼のことを認め、自身の本当の目的を教えた上で見逃した。
歌唄がイクトの妹であることを知っており彼女を負け犬呼ばわりしていたが、度重なる失敗により自身もイースター社での居場所を失いつつあった（ちなみに本編中、歌唄と絡むことは一度もなかった）。そんな折、母親が女優としての輝きを失っていくのを目の当たりにし焦燥感に苛まれ始める。その後ナナを通じてイクトがイースター社に操られている事を知り、一時的に彼を解放した際にライバル宣言をしたが、この事が原因でイースター社から追放され以降は独自に行動するようになった。
後にナナが高熱を出した際にあむと共に看病しお互いに打ち解けるものの、ナナの失言により一連のナゾたま事件の犯人であるとバレてしまう。暴走したルルは自身をナゾたまに飲み込ませキャラなりするが、あむに説得されナゾたま事件は解決した。
事件解決後母親と話し合い、自分は彼女を愛していると改めて感じ母娘の絆を確かめた。後ガーディアンにイースター社の現状を知らせ、彼らに見送られて家族と共にフランスへ帰国した。
ナナ
声 - 柚木涼香
アニメオリジナルキャラクター。ルルのしゅごキャラ。赤髪をゴージャスにカールさせ、帽子を被りドレスを纏ったお嬢様風の姿をしている。名古屋弁を話し、語尾に「ねゃあ」と付ける。これがヨルの語尾に似ており喧嘩となった為彼との仲は最悪となり、また持ち主のイクトのことも「生意気な奴」と気に入らない様子。ルルが幼少の頃に誕生したという。
ドリーム・ドリーム
ナゾたま化したナナとのキャラなり。
一之宮 ひかる
声 - 中尾衣里 / 飯塚昭三（ボイスチェンジャーの声）
4月27日生まれのおうし座。血液型はO型。
イースター社の会長を務める少年。社員達には「御前」と呼ばれている。イクト曰く「イースター社で一番偉い人間」で、極一部の社員だけが御簾越しに面会を許されているものの、その際もボイスチェンジャーで声を変え、徹底してその姿を隠している。なお一臣は唯一直接会うことができる人間である。
価値あるものだけを愛し、無価値と無能を嫌う。社員達は御前にエンブリオを差し出すことができれば出世コースが約束されているが、失敗続きの者は容赦なく切り捨てられる。
あむとはイクトがあむの部屋へやって来た翌日に出会い、不思議な言動が多く、ぼんやりしているかと思えば現実的な発言をし、掴み所が無い。綺麗な小石を集めていて、「御前の間」と隠し扉でつながった部屋には輝石・宝石のコレクションが壁一面に飾られている。エンブリオを加えてコレクションを完璧にすべく、イースター社をあげてエンブリオを探させている。
実は星名専務の孫で、物心つく前に両親と祖母（一臣の妻）を交通事故で亡くした。以来一臣に「息子の代わりにイースター社の頂点に立つ人間に育て上げる」と、幼少時から難しい学問などを勉強してきた。さらに常に「御前」として扱われてきたため、唯一の血縁者・一臣にすら甘えることができず、泣くことを禁じられて育ってきたために自分のこころのたまごを失い、自分の心の中の隙間を埋めようと石を集めていた。
あむに諭されて、自分が本当に求めていたものを知ったことでこころのたまごを取り戻した。その後は一臣の取り計らいで、会長職を退き「普通の子供」としての生活を送るため聖夜学園に入学する。しゅごたまが生まれたり、一臣と一緒にDVDを見たりするなど、普通の子供の生活を楽しんでいる様子。またアニメ版第3期『しゅごキャラ!!!どっきどき』では、ガーディアン見習いになり最終話では卒業式の前日の41時間と3分前にしゅごたまが生まれる（しゅごキャラは生まれなかった）。

## 系列企業・団体
ブラックダイヤモンズ
イースター社よりインディーズバンドとしてデビューした、ボーカル・歌唄を中心とするバンド。後にイクトをバイオリニストとしてメンバーに加え、正式にメジャーデビューする予定であった。しかしこのブラックダイヤモンズ結成の目的は、エンブリオ捜索の一環としてこころのたまごを大量に奪取することにあったため、あむたちに阻止され解散となった。
テレビ関東
イースター社の兄弟会社。屋上にはイースター社の創立者が建てた電波塔がある。一臣は最上階にイクトを捕らえ、「デスレーベル」による×たま集めを強要していた。イクトを助け出すためガーディアンは警備をごまかし局内に潜入するものの程なく発覚し、捕まりそうになるところを冴木のぶ子に救われる。
イースターミュージック
イクトと歌唄が所属していた芸能プロダクションでその傘下の1つで、それ以外にも香川まさし、ダーツといった芸能人も所属している。なぎひこ（なでしこ）、ややも彼らのファンの1人で、イースター社がエンブリオを狙っていると判明した後も変わっていない。

## 道具
おねだりCD
聴いた者のこころのたまごを抜き取ることができるCD。歌唄がボーカル（ただし、声は機械で合成されている）を、イクトがバイオリンを務めるインディーズバンド「ブラックダイヤモンズ」の曲が収録されている。×たまをプレスして作ることができる。
音叉
一臣が持っている音叉。イクトのバイオリンの弦からとった音源を封じた装置から、波動をバイオリン本体に伝え、共鳴してパワーを増幅させることでイクトを操る。しゅごキャラ達は、音を聞くと気分が悪くなることから「ヘンテコ音叉」と呼んでいる。
バイオリン
イクトがよく持ち歩いているバイオリンで、かつてイクトの実父・月詠或斗の愛用品であった物。或斗が失踪した後、海外でこのバイオリンのみ発見された。その後イクトの母・奏子から司を通してイクトに手渡される。
一臣によって×たまのエネルギーが注入されている時は、力のない者が演奏しても効果はないが、イクトが演奏することによりこころのたまごを抜き取ることが出来る。またイースター社にある装置によってバイオリンから採取した音源を音叉を通じてバイオリンと共鳴させ、イクトを意のままに操ることもできる。この状態のバイオリンは演奏者の精力を吸い取り、弾き続けるとその者を死に至らしめる可能性あり大変危険である。
イクトにとってはこのバイオリンが「重荷」であると同時に「父親そのもの」であり、イースター社を開放された後はこれには或斗の「こころ」が宿っていると、イクトは感じるようになった。